# Козин (Шепетівський район)
Кози́н — село в Україні, у Білогірській селищній громаді Шепетівського району Хмельницької області. Населення становить 256 осіб.

## Історія
Колись власниками села були, зокрема, багаті волинські шляхтичі Сенюти-Радогоські, прихильники аріанства.
У 1906 році село Перерославської волості Острозького повіту Волинської губернії. Відстань від повітового міста 27 верст, від волості 3. Дворів 25, мешканців 309.
7 (20) листопада 1917 року, відповідно до Третього Універсалу Української Центральної Ради, увійшло до складу Української Народної Республіки.
12 червня 2020 року, відповідно до розпорядження Кабінету Міністрів України № 727-р «Про визначення адміністративних центрів та затвердження територій територіальних громад Хмельницької області», увійшло до складу Білогірської селищної громади.
19 липня 2020 року, в результаті адміністративно-територіальної реформи та ліквідації Білогірського району, село увійшло до складу новоутвореного Шепетівського району.